# Бойдс (Вашингтон)
Бойдс (англ. Boyds) — переписна місцевість (CDP) в США, в окрузі Феррі штату Вашингтон. Населення — 34 особи (2010).

## Географія
Бойдс розташований за координатами 48°43′28″ пн. ш. 118°7′56″ зх. д. / 48.72444° пн. ш. 118.13222° зх. д. (48.724435, -118.132084).  За даними Бюро перепису населення США в 2010 році переписна місцевість мала площу 0,50 км², уся площа — суходіл.

## Демографія
Згідно з переписом 2010 року, у переписній місцевості мешкали 34 особи в 14 домогосподарствах у складі 9 родин. Густота населення становила 67 осіб/км².  Було 16 помешкань (32/км²).
Расовий склад населення:
| - 76,5 % — білих - 20,6 % — корінних американців |

До двох чи більше рас належало 2,9 %. Частка іспаномовних становила 11,8 % від усіх жителів.
За віковим діапазоном населення розподілялося таким чином: 23,5 % — особи молодші 18 років, 64,7 % — особи у віці 18—64 років, 11,8 % — особи у віці 65 років та старші. Медіана віку мешканця становила 40,0 року. На 100 осіб жіночої статі у переписній місцевості припадало 100,0 чоловіків;  на 100 жінок у віці від 18 років та старших — 100,0 чоловіків також старших 18 років.
Цивільне працевлаштоване населення становило 41 осіб. Основні галузі зайнятості: виробництво — 43,9 %, будівництво — 29,3 %, мистецтво, розваги та відпочинок — 26,8 %.